# Новый Сатыш
Новый Сатыш — упразднённая деревня в Пировском районе Красноярского края в составе Троицкого сельсовета. Упразднена в 2021 г.

## География
Находится в примерно в 26 километрах по прямой на север-северо-запад от районного центра села Пировское.

## Климат
Климат в районе резко континентальный. Самый теплый месяц — июль, со средней температурой +17,8 °С, с абсолютным максимумом +34,6 °С. Самый холодный месяц — январь: средняя температура составляет −20,1 °С, абсолютный минимум −52,5 °С.

## История
Основана деревня в 1912 году. Альтернативное название Богородская. В 1926 году учтено было 178 жителей, преимущественно татары. В советское время работал колхоз «15 годовщина Октября».

## Население
| 2010 |
| ---- |
| 0    |

Постоянное население составляло 11 человек в 2002 году (27 % русские, 73 % татары), 0 в 2010.